# Cheimoptena
Cheimoptena là một chi bướm đêm thuộc họ Geometridae.

## Các loài
- Cheimoptena pennigera Danilevsky, 1969